# Sommer-Paralympics 2008/Teilnehmer (Singapur)
| stlisierte Goldmedaille | stlisierte Silbermedaille | stlisierte Bronzemedaille |
| ----------------------- | ------------------------- | ------------------------- |
| 1                       | 1                         | 2                         |

Singapur nahm mit sechs Sportlern an den Sommer-Paralympics 2008 im chinesischen Peking teil.
Fahnenträgerin bei der Eröffnungsfeier war Theresa Goh. Erfolgreichste Athletin der Mannschaft war mit einer Gold- und einer Silbermedaille die Schwimmerin Pin Xiu Yip.

## Teilnehmer nach Sportarten

### Leichtathletik
Männer
- Chee Keong Eric Ting

### Reiten
Frauen
- Laurentia Tan, 2×  (Einzelmeisterschaft, Einzelkür; Klasse Grad 1a)

### Schwimmen
Frauen
- Theresa Goh
- Pin Xiu Yip, 1×  (50 Meter Rücken, Klasse S3), 1×  (50 Meter Freistil, Klasse S3)

### Segeln
Frauen
- Kok Liang Desiree Lim

Männer
- Wei Qiang Jovin Tan